# Henry Henshaw (académico)
Henry Henshaw foi um diretor da faculdade de Oxford no século XVI.
Henshaw formou-se BA em 1543, MA em 1546 e BD em 1557. Ele foi Reitor do Lincoln College, Oxford de 1558 a 1560.